# Якоб Шеллер
Якоб Максиміліан Шеллер (нім. Jakob Maximilian Schöller, нар. 9 грудня 2005, Медлінг, Австрія) — австрійський футболіст, центральний захисник віденського «Рапіда».

## Ігрова кар'єра

### Клубна
Якоб Шеллер є вихованцем футбольної академії клубу «Адміра Ваккер Медлінг», де він почав займатися у віці шести років. У серпні 2022 року футболіст підписав з клубом перший професійний контракт. Першу гру на професійному рівні Шеллер провів 17 липня 2022 року, коли вийшов на поле з перших хвилин у кубковому матчі проти «Пургшталя». В клубі Якоб провівнаступні два сезони.
У червні 2024 року Шеллер перейшов до віденського «Рапіда», з яким підписав контракт до 2028 року.

### Збірна
З 2021 року Якоб Шеллер захищає кольори юнацьких збірних Австрії.